# Sphenopus (Cnidaria)
Sphenopus es un género de corales de la familia Sphenopidae, subclase Hexacorallia. 
Está enmarcado en los corales blandos, así denominados porque, al contrario de los corales duros del orden Scleractinia, no generan un esqueleto de carbonato cálcico, por lo que no son generadores de arrecife de coral. 

## Especies
El Registro Mundial de Especies Marinas acepta las siguientes especies válidas: 

- Sphenopus arenaceus Hertwig, 1882
- Sphenopus exilis Fujii & Reimer, 2016
- Sphenopus marsupialis (Gmelin, 1791)
- Sphenopus pedunculatus Hertwig, 1888

## Galería

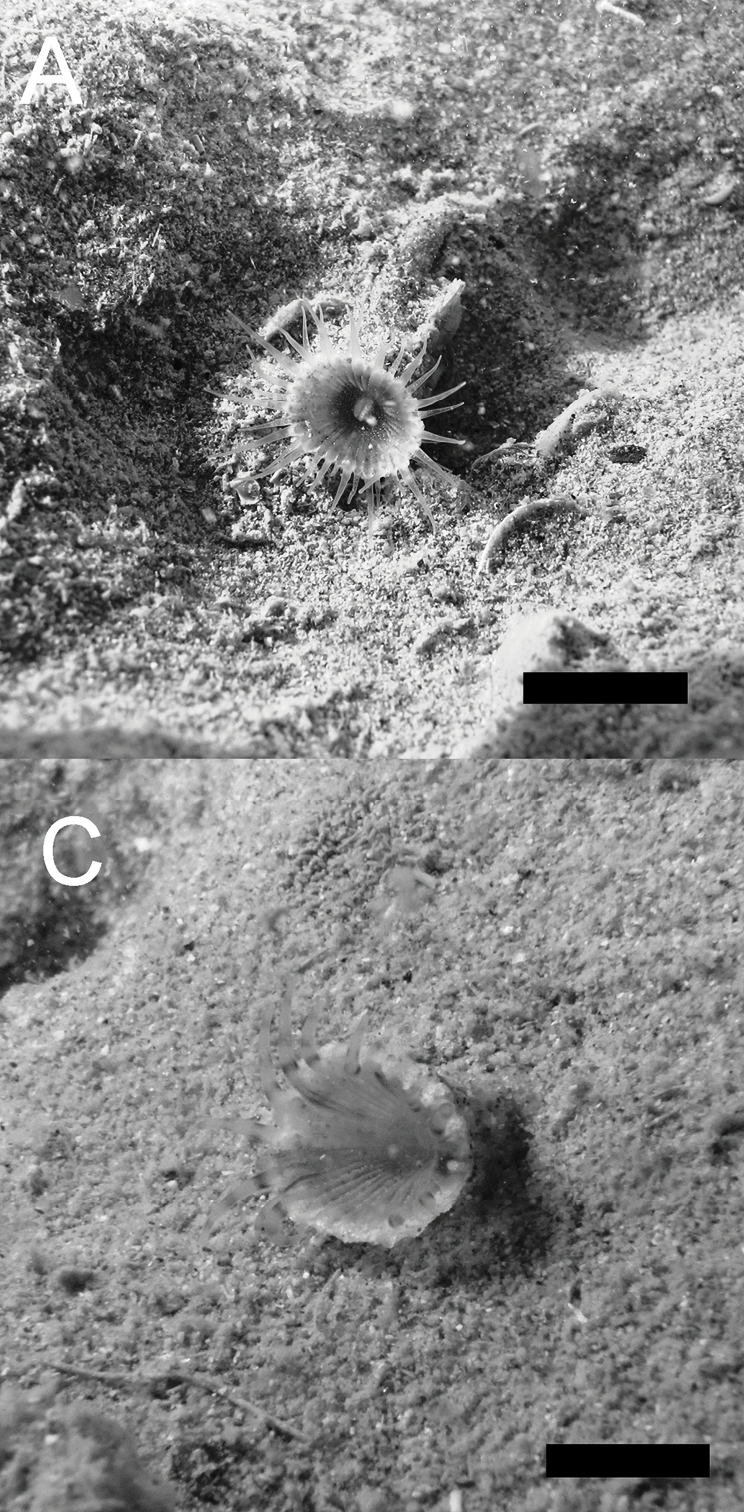
Sphenopus exilis
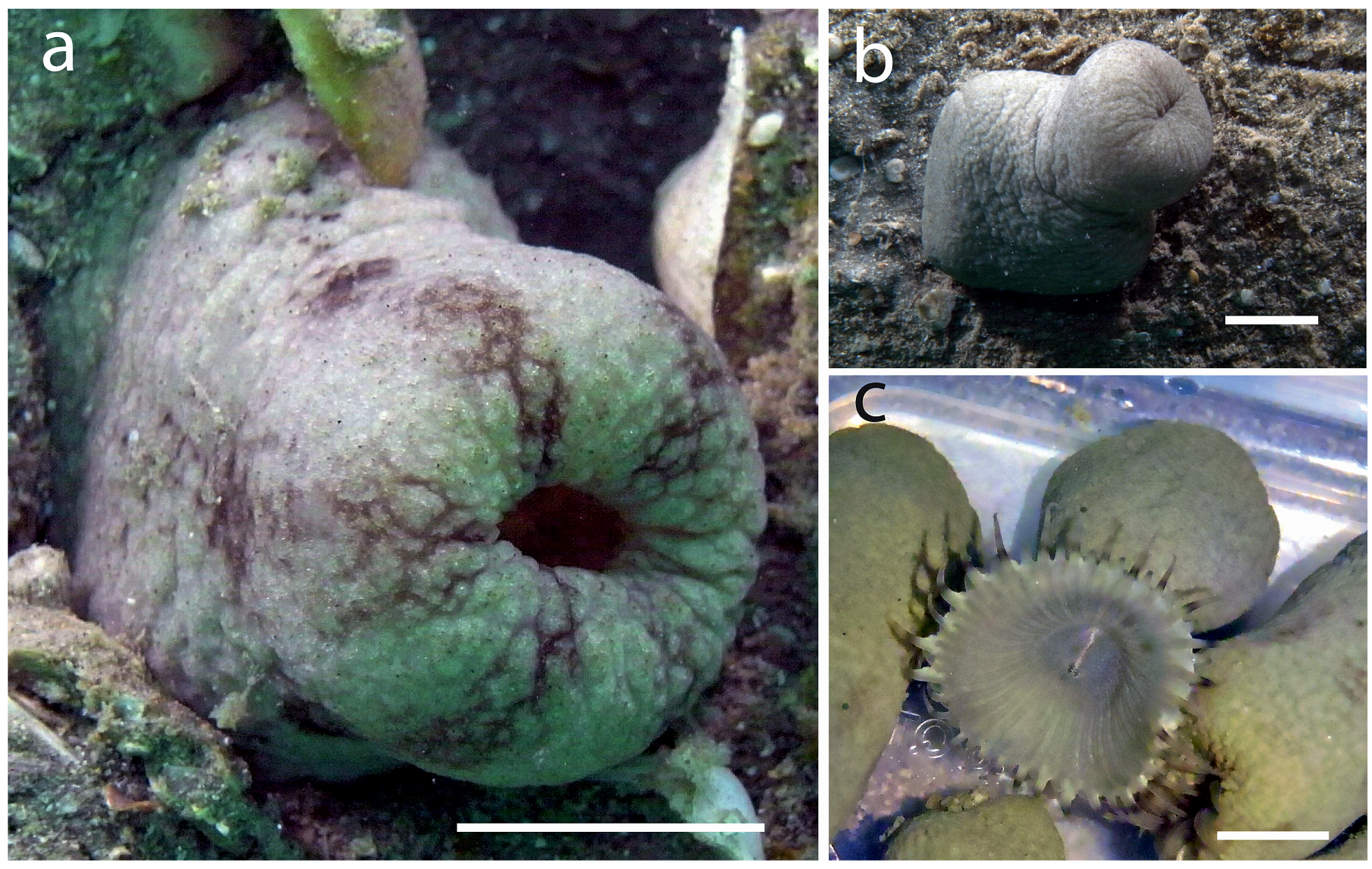
Sphenopus marsupialis
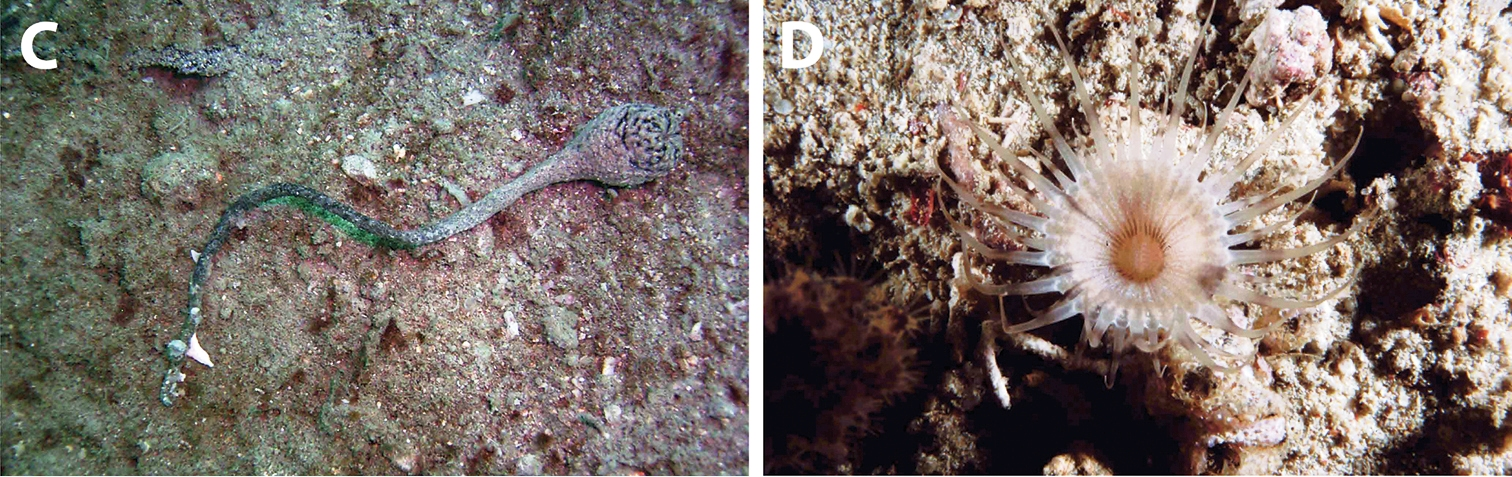
Sphenopus pedunculatus

## Morfología

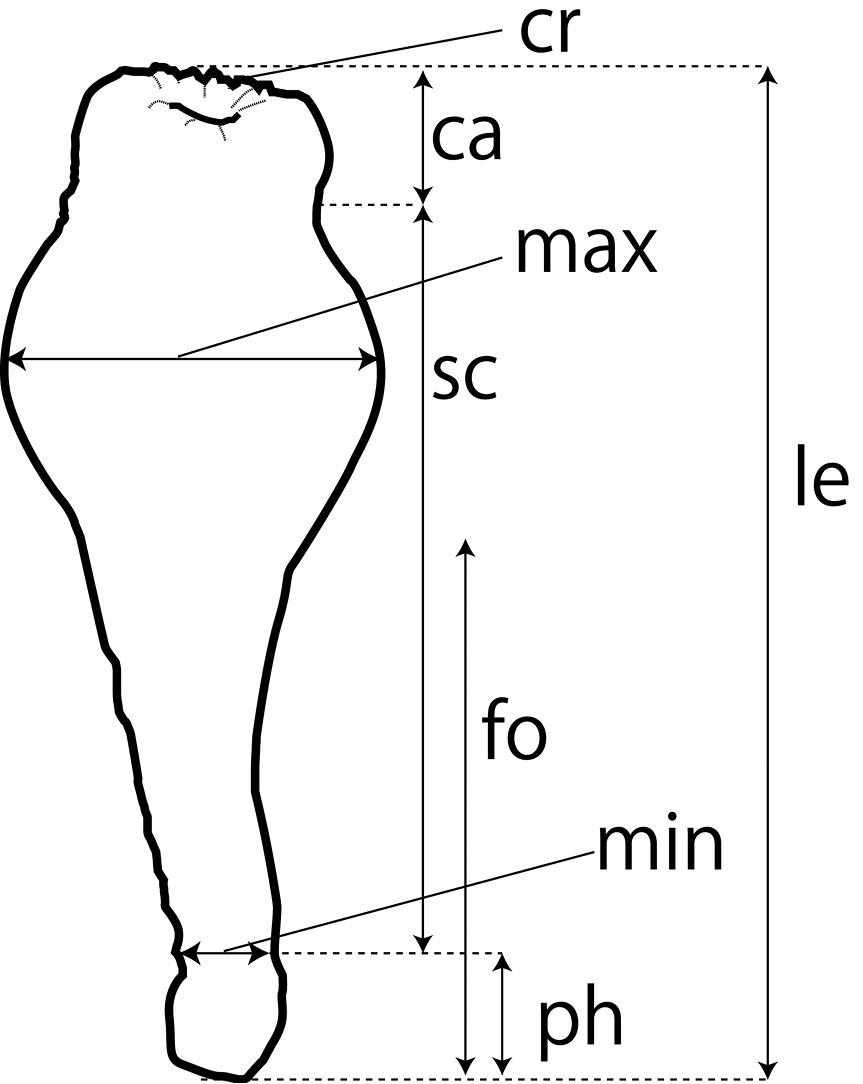
Sphenopus exilis, morfología externa de un pólipo contraído.
Abreviaturas: ca = capitulum; cr = cresta capitular; fo = pie; le = altura; max = ancho máximo; min = ancho mínimo; ph = physa; sc = scapus, columna.

Son pólipos individuales con incrustaciones de arena y/o detritus en el ectodermo y la mesoglea. Normalmente entierran el cuerpo en la arena, dejando fuera tan solo el disco oral, que está rodeado de tentáculos.
La coloración puede ser gris terroso, rojizo, verdoso o arenoso. 

## Hábitat y distribución
Normalmente ubicados en sustratos arenosos y lodosos. Su rango de profundidad es de 5 a 88 m, y el rango de temperatura entre 22.06 27.92 °C.
El género se extiende por aguas tropicales y templadas, en el Indo-Pacífico y en el Atlántico.